# Araucaria laubenfelsii
Araucaria laubenfelsii är en barrträdart som beskrevs av Corbasson. Araucaria laubenfelsii ingår i släktet Araucaria och familjen Araucariaceae. IUCN kategoriserar arten globalt som nära hotad. Inga underarter finns listade i Catalogue of Life.